# Afganistán en el Festival de la Canción de la UAR
Afganistán debutó en el Festival de la Canción de la UAR en 2012. La emisora afgana, Radio Television Afganistán (RTA), ha sido el organizador de la entrada afgana desde el debut del país en el certamen en 2012.

## Historia
RTA es uno de los miembros fundadores del Festival de la Canción de la UAR: participó en las dos primeras ediciones del Festival Televisivo de la Canción de la UAR, retirándose en la tercera.

## Participaciones de Afganistán en el Festival de la Canción de la UAR
| Año  | Sede  | Artista                          | Canción                  | Idioma | N.º de Actuación |
| ---- | ----- | -------------------------------- | ------------------------ | ------ | ---------------- |
| 2012 | Seúl  | Hameed Sakhizada (حمید سخی زاده) | "Folk Music" (Malestani) | Persa  | N.º 10           |
| 2013 | Hanói | Shahzad Adeel                    | "Ma Ba Tu'em"            | Pastún | N.º 08           |